# Xenocatantops zernyi
Xenocatantops zernyi är en insektsart som först beskrevs av Willy Adolf Theodor Ramme 1929.  Xenocatantops zernyi ingår i släktet Xenocatantops och familjen gräshoppor. Inga underarter finns listade i Catalogue of Life.